# Uromenus
Genre
Uromenus est un genre d'orthoptères de la famille de Tettigoniidae.
Ce sont des sauterelles aux ailes atrophiées.

## Distribution
Les espèces de ce genre se rencontrent en Europe et en Afrique du Nord.

## Liste des espèces
Selon Orthoptera Species File (28 mars 2010) :
- Uromenus (Bolivarius) Harz, 1969
  - Uromenus bonneti Bolívar, 1907
  - Uromenus bonnetti Bolívar, 1907
  - Uromenus brevicollis (Fischer, 1853)
  - Uromenus brevicollis insularis (Chopard, 1924) - Éphippigère corse
  - Uromenus catalaunicus (Bolívar, 1898) - Éphippigère catalane
  - Uromenus dyrrhachiacus Karny, 1918
  - Uromenus elegans (Fischer, 1853)
  - Uromenus ortegai (Pantel, 1896)
- Uromenus (Uromenus) Bolívar, 1878
  - Uromenus agarenus (Brunner von Wattenwyl, 1882)
  - Uromenus alhoceimae Nadig, 1994
  - Uromenus angustelaminatus Chopard, 1939
  - Uromenus antennatus (Brunner von Wattenwyl, 1882)
  - Uromenus chamaeropis Werner, 1932
  - Uromenus compressicollis (Fischer, 1853)
  - Uromenus costaticollis (Lucas, 1849)
  - Uromenus finoti (Brunner von Wattenwyl, 1882)
  - Uromenus foliaceus Bolívar, 1914
  - Uromenus galvagni Nadig, 1994
  - Uromenus hastatus (Saussure, 1898)
  - Uromenus laticollis (Lucas, 1849)
  - Uromenus lecerfi Chopard, 1937
  - Uromenus maroccanus (Saussure, 1898)
  - Uromenus mauretanicus (Saussure, 1898)
  - Uromenus melillae Nadig, 1994
  - Uromenus pasquieri Rungs, 1952
  - Uromenus peraffinis (Werner, 1933)
  - Uromenus poncyi (Bolívar, 1902)
  - Uromenus rhombifer Bolívar, 1908
  - Uromenus riggioi La Greca, 1967
  - Uromenus robustus (Werner, 1933)
  - Uromenus rugosicollis (Serville, 1838) - Éphippigère carénée
  - Uromenus silviae Nadig, 1979
  - Uromenus tobboganensis Nadig, 1994
  - Uromenus trochleatus Chopard, 1937
  - Uromenus vaucherianus (Saussure, 1898)
  - Uromenus vosseleri (Krauss, 1893)

## Référence
- Bolívar, 1878 : Analecta Orthopterologica. Anales de la Sociedad Española de Historia Natural, vol. 7, p. 423-470.